# NGC 383
NGC 383 é uma galáxia elíptica (E-S0) localizada na direcção da constelação de Pisces. Possui uma declinação de +32° 24' 44" e uma ascensão recta de 1 horas, 07 minutos e 24,9 segundos.
A galáxia NGC 383 foi descoberta em 12 de Setembro de 1784 por William Herschel.